# Dmytro Kljatschkiwskyj

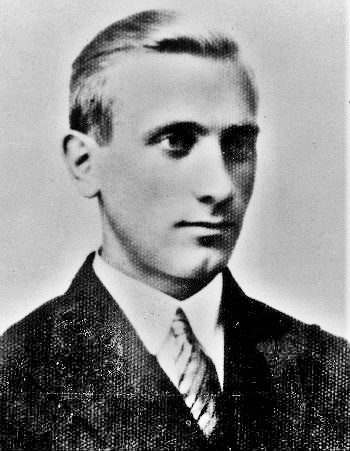
Dmytro Kljatschkiwskyj in den 1930er-Jahren

Dmytro Semenowytsch Kljatschkiwskyj (ukrainisch Дмитро Семенович Клячківський; * 4. November 1911 in Zbaraż, Galizien, Österreich-Ungarn; † 12. Februar 1945 in Orschiw, Ukrainische SSR) war ein nationalistischer ukrainischer Politiker und Kommandeur bei der Ukrainischen Aufstandsarmee, einer ukrainischen Partisanenorganisation während des Zweiten Weltkriegs. Er verwendete unter anderem auch den Decknamen „Klym Sawur“ (ukrainisch Клим Савур). Von polnischen und amerikanischen Historikern wird Kljatschkiwskyj maßgeblich für Massaker und ethnische Säuberungen an Polen in Wolhynien verantwortlich gemacht.

## Leben
Dmytro Kljatschkiwskyj wurde am 4. November 1911 in der ostgalizischen Kleinstadt Zbaraż geboren, damals noch Teil Österreich-Ungarns. Nach dem Ersten Weltkrieg wurde Ostgalizien zunächst von der neuentstandenen Westukrainischen Volksrepublik beansprucht. Nach deren Zerschlagung wurde die Region aber Teil des wiedererrichteten polnischen Staates. Der polnisch-ukrainische Konflikt spitzte sich vor dem Hintergrund einer kulturell repressiven Innenpolitik in Polen seit den 1920er-Jahren immer mehr zu. Ukrainer stellten in Ostgalizien die Bevölkerungsmehrheit, insbesondere unter der Landbevölkerung und waren sozial benachteiligt.
Kljatschkiwskyj studierte an der Universität Lemberg Rechtswissenschaften. Schon bald schloss er sich auch der Organisation Ukrainischer Nationalisten (OUN) an. Gleichzeitig diente er in der Polnischen Armee und arbeitete anschließend in verschiedenen Verwaltungsposten in Stanisławów. Bereits 1937 wurde er zeitweise von der polnischen Polizei wegen seines Engagements in der OUN festgenommen.
Nach dem Überfall auf Polen des Deutschen Reichs und der sowjetischen Besetzung Ostpolens wurde Kljatschkiwskyj, bekennender ukrainischer Nationalist, vom sowjetischen NKWD in Lemberg inhaftiert. Er wurde zunächst zum Tode verurteilt, die Strafe wurde dann auf 10 Jahre Haft abgemildert. Kljatschkiwskyj gelang noch 1941 die Flucht aus einem Gefängnis in Berditschew.
Nach dem deutschen Überfall auf die Sowjetunion konnte Kljatschkiwskyj offener agieren und war ab 1942 regionaler Leiter der OUN im deutsch besetzten Lemberg. Ab 1943 war er Kommandeur der Ukrainischen Aufstandsarmee, des militärischen Arms der OUN. Die Ukrainische Aufstandsarmee arbeitete zeitweise auch mit den deutschen Besatzern zusammen, kämpfte aber teils auch gegen diese.
Als Leiter der Ukrainischen Aufstandsarmee in Wolhynien gab Kljatschkiwskyj Befehle zur ethnischen Säuberung und gezielten Tötung polnischer Zivilbevölkerung in Galizien und Wolhynien. Von einigen Historikern wird er sogar als Initiator der Pogrome gegen in Galizien lebende Polen gesehen.
Der polnische Historiker Władysław Filar erklärte, in den Archiven des ukrainischen Geheimdienstes SBU eindeutige Beweise gefunden zu haben, die Kljatschkiwskyj als Hauptverantwortlichen der Massaker gegen die polnische Zivilbevölkerung zeigen. Nach dem renommierte deutschen Historiker Grzegorz Rossoliński-Liebe, hätten nach der Inhaftierung Banderas in Berlin und Sachsenhausen Kljatschkiwskyj, Roman Schuchewytsch, Mykola Lebed und anderen die Leitung der OUN-B/UPA übernommen und die Morde direkt vor Ort angeordnet und die „Säuberung“ der Westukraine koordiniert.
Am 12. Februar 1945 starb Kljatschkiwskyj im Alter von 33 Jahren in der Nähe von Orschiw während eines Gefechts mit dem sowjetischen NKWD.

## Rolle

Denkmal Kljatschkiwskyjs in seiner Geburtsstadt Sbarasch

Die Rolle und Betrachtung Kljatschkiwskyjs ist heute sehr umstritten. Von polnischer und ausländischer Seite werden immer wieder Kljatschkiwskyjs Beteiligungen an Kriegsverbrechen und ethnischen Säuberungen betont. Innerhalb der Ukraine selbst erfuhr er, innerhalb bestimmter politischer Kreise, jedoch auch eine gewisse Würdigung, insbesondere für sein Engagement für ukrainische Belange. In mehreren ukrainischen Städten finden sich heute Denkmäler Kljatschkiwskyjs.
Die ukrainische Stadt Ternopil erklärte das Jahr 2011 gar zu einem Gedenkjahr für Klym Sawur (Deckname Kljatschkiwskyjs) und Jewhen Konowalez.